# Berivan İçen
Berivan İçen (Mazıdağı, 15 juli 2003) is een Turks voetbalspeelster. Sinds oktober 2019 komt zij uit voor het vrouwenelftal van Beşiktaş J.K., dat uitkomt in de Kadınlar 1. Futbol Ligi. In 2019 en 2020 heeft zij voornamelijk speeltijd gekregen voor het tweede team van Beşiktaş.

## Statistieken
| Seizoen | Club     | Land    | Competitie | Wedstrijden | Doelpunten |
| ------- | -------- | ------- | ---------- | ----------- | ---------- |
| 2019/20 | Beşiktaş | Turkije | Kadınlar 1 |             |            |
| 2020/21 | Beşiktaş | Turkije | Kadınlar 1 |             |            |
| Totaal  | Totaal   | Totaal  | Totaal     | --          | --         |

Laatste update: december 2020

## Interlands
İçen speelde voor Turkije O17
In de kwalificatie voor het EK Vrouwen 2022 maakte İçen haar debuut voor het Turks voetbalelftal in de wedstrijd tegen Slovenië.